# NGC 5778
NGC 5778 este o brightest cluster galaxy⁠(d) situată în constelația Boarul. A fost descoperită în 20 iunie 1886 de către Lewis A. Swift. Se află la o distanță de 201,37 megaparseci de Pământ.